# 李大根
李 大根（イ・テグン、이대근）は、韓国の歴史学者、成均館大学教授。安秉直とともに落星台経済研究所を創設した。

## 共著
- 『朝鮮近代の経済構造』日本評論社 1990年5月 ISBN 978-4535578692

中村哲、安秉直、梶村秀樹と共著

## 寄稿
- 『韓国名誉教授が実名告発「わが国の歴史教科書はインチキだ！」』 週刊文春 2014年1月30日号